# イケ家!
イケ家!はGirlsAward×avex主催 日本最大級男性限定オーディション「BoysAward Audition」出身者から主に構成された俳優グループ。
2016年結成、2021年2月末活動終了。

## メンバー
活動休止時のメンバー
- 狩野健斗
- 木田佳介
- 濱正悟
- 行徳智仁
- 砂川脩弥
- 近藤廉
- 松村優
- 桑畑亨成

過去メンバー
- 太田光る（2017年5月26日卒業[2][3]）
- 青木瞭（2017年5月26日卒業[2][3]）
- 蜂須賀圭太（2017年5月26日卒業[2][3]）
- 若尾建太朗（2017年5月26日卒業[2][3]）
- 真喜志一星（2018年10月末卒業）
- 沢木誠人（2019年3月31日卒業）
- 浦野秀太（2019年3月31日卒業）
- 奥雄人（2019年3月31日卒業）
- 西田稜海（2019年3月31日卒業）
- 上野貴博（2020年3月末卒業）
- 原田桂佑（2020年3月末卒業）
- 廉史（2020年3月末卒業）
- 三島涼（2020年3月末卒業）
- 會田海心（2020年12月卒業）

## 公演
1. イケ家！presents「Performance Carnival！」vol.1
2017年7月20日 - 23日 全7公演 恵比寿・エコー劇場
2. イケ家！presents「Performance Carnival！」vol.2
2017年11月3日 - 6日 全7公演 恵比寿・エコー劇場
3. イケ家！presents「Performance Carnival！」extra edition
2018年7月13日 - 6日 全7公演 上野ストアハウス
4. イケ家！presents「Performance Carnival！」vol.3
2018年10月26日 - 29日 全7公演 ウッディシアター中目黒